# 2019年世界陸上競技選手権大会モルドバ選手団
2019年世界陸上競技選手権大会モルドバ選手団は、2019年9月27日から10月6日までカタールのドーハで開催された第17回世界陸上競技選手権大会のモルドバ選手団。

## 選手団
- 人員: 選手 4人

## 選手名簿・結果
| 選手                         | 種目           | 予選   | 予選 | 決勝     | 決勝     |
| 選手                         | 種目           | 結果   | 順位 | 結果     | 順位     |
| ---------------------------- | -------------- | ------ | ---- | -------- | -------- |
| セルゲイ・マルギエフ         | 男子ハンマー投 | 74.28m | 16位 | 予選敗退 | 予選敗退 |
| ディミトリアナ・スルドゥ     | 女子砲丸投     | 18.71m | 5位  | 17.64m   | 12位     |
| アレクサンドラ・エミリアノフ | 女子円盤投     | 52.05m | 28位 | 予選敗退 | 予選敗退 |
| ザリーナ・ペトリフスカヤ     | 女子ハンマー投 | 73.40m | 2位  | 74.33m   | 4位      |